# Long Hồ (xã)
Long Hồ là một xã thuộc tỉnh Vĩnh Long, Việt Nam.
Trước ngày 16 tháng 6 năm 2025, Long Hồ là thị trấn huyện lỵ của huyện Long Hồ, tỉnh Vĩnh Long. 

## Địa lý
Xã Long Hồ có vị trí địa lý:
- Phía đông giáp xã Bình Phước và Tân Long Hội.
- Phía tây giáp xã Phú Quới.
- Phía nam giáp xã Cái Ngang và Hòa Hiệp.
- Phía bắc giáp phường Phước Hậu và Thanh Đức.

Xã Long Hồ có diện tích 47,64 km², dân số năm 2025 là 54.312 người, mật độ dân số đạt 1.140 người/km².

## Hành chính
Thị trấn Long Hồ được chia thành 5 khóm: 1, 2, 4 , 5, 6.

## Lịch sử
Thị trấn Long Hồ được thành lập vào ngày 23 tháng 11 năm 1991 trên cơ sở điều chỉnh địa giới hành chính một phần diện tích và dân số của xã An Đức.
Ngày 6 tháng 12 năm 2019, Hội đồng Nhân dân tỉnh Vĩnh Long ban hành Nghị quyết 228/NQ-HĐND về việc sáp nhập Khóm 3 vào Khóm 2.
Ngày 28 tháng 9 năm 2024, Ủy ban Thường vụ Quốc hội ban hành Nghị quyết số 1203/NQ-UBTVQH15 về việc sắp xếp đơn vị hành chính cấp xã của tỉnh Vĩnh Long giai đoạn 2023 – 2025 (nghị quyết có hiệu lực từ ngày 1 tháng 11 năm 2024). Theo đó, sáp nhập toàn bộ 15,99 km² diện tích tự nhiên và quy mô dân số là 13.807 người của xã Phú Đức vào thị trấn Long Hồ.
Thị trấn Long Hồ có diện tích tự nhiên là 18,60 km² và quy mô dân số là 23.483 người.
Ngày 16 tháng 6 năm 2025, Ủy ban Thường vụ Quốc hội ban hành Nghị quyết số 1687/NQ-UBTVQH15 về việc sắp xếp các đơn vị hành chính cấp xã của tỉnh Vĩnh Long năm 2025. Theo đó, sắp xếp toàn bộ diện tích tự nhiên, quy mô dân số của thị trấn Long Hồ và các xã Long An, Long Phước thành xã mới có tên gọi là xã Long Hồ.
Sau khi sáp nhập, xã Long Hồ có 47,64 km² diện tích tự nhiên và dân số 54.312 người.